# Thanh Hương (nghệ sĩ)
Thanh Hương (1936–1974) là nghệ sĩ cải lương nổi tiếng một thời. Bà được mệnh danh là "Đệ nhất danh ca nữ".

## Tiểu sử
Thanh Hương tên thật là Nguyễn Thị Thanh Hương, sinh năm 1936 (Bính Tý) tại Phú Nhuận – tỉnh Gia Định (nay là Thành phố Hồ Chí Minh). Bà là con nhà nòi, cha là Năm Châu (Nguyễn Thanh Châu) – đệ nhất nghệ sĩ, mẹ là nữ danh ca Tư Sạng – nghệ sĩ lừng danh thời trước.
Thuở vào đời, Thanh Hương là một tư chức, nhưng nhờ giọng ca thiên phú, nên cô được mời hát tại Đài phát thanh Pháp Á Sài Gòn từ đầu thập niên 1950. Ban cổ nhạc "Cửu Long" ở đài này nổi tiếng một thời với sự góp mặt của Tám Thưa, Bảy Quới, cô Ba Bến Tre, cô Ba Trà Vinh, Thanh Hương, Văn Chung, ... và Thanh Hương gặp Văn Chung ở đây.
Năm 1952, Thanh Hương thành hôn với nghệ sĩ Văn Chung.
Các hãng dĩa Pathé, Asia, Hoành Sơn mời thu thanh nhiều bộ dĩa tuồng và vọng cổ. Nữ nghệ sĩ Thanh Hương nổi tiếng với dĩa vọng cổ Cô bán đèn hoa giấy (Sáng tác: Quy Sắc) của hãng đĩa Asia thu thanh. Văn Chung nổi danh qua bộ đĩa Võ Đông Sơ, ...
Thanh Hương gia nhập đoàn "Việt kịch Năm Châu" vào năm 1954, cùng với Văn Chung và cô đã tạo được cảm tình với khán giả ngay trong tuồng "Người điên trong khói lửa". Sau, Việt kịch Năm Châu biến cải lương thành đoàn ca kịch Phước Chung, Thanh Hương cộng tác một thời gian rồi lại có mặt ở đoàn Kim Thanh và sau đó là đoàn Thanh Minh của bầu Năm Nghĩa.
Năm 1956, Thanh Hương với cô Kim Chưởng dựng nên bảng hiệu "Kim Chưởng - Thanh Hương", một đại bang rất ăn khách.
Cuối thập niên 1950, cuộc bình bầu trên một tờ báo (ông Thanh Tâm Trần Tấn Quốc chủ biên) do khán giả chọn, Thanh Hương sở hữu danh hiệu Đệ nhất nữ danh ca; Út Bạch Lan hạng nhì. Đệ nhất nam danh ca thuộc về Út Trà Ôn. Dịp này, sầu nữ thổ lộ rằng chị đinh ninh mình ở ngôi số một; dè đâu ... nghĩ cũng đúng thôi. Hai ngôi sao nữ này đều kiệt xuất về ca; kỹ thuật đều cao ngang ngửa; giọng ca ai cũng có cái hay riêng, khó phân định ... Có lẽ, Thanh Hương thắng phiếu Út Bạch Lan là nhờ ... âm vực rộng, rộn ràng.
Năm 1958, Thanh Hương sinh đứa con gái đầu lòng và đặt tên là Hương Dạ Thủy.
Năm 1960, khi sự nghiệp sân khấu khá vững vàng, Văn Chung và Thanh Hương nghỉ hát đoàn Kim Chưởng – Thanh Hương và Thanh Hương cùng chồng dựng nên bảng hiệu "Thanh Hương – Văn Chung".
Năm 1961, khi hát ở Hậu Giang, tuồng Nó là con tôi (của Hà Triều – Hoa Phượng), nghệ sĩ Hùng Minh đóng cặp với nữ nghệ sĩ Thanh Hương, đưa đến việc Văn Chung và Thanh Hương gảy gánh gia đình. Thanh Hương đem con gái Hương Dạ Thủy về gửi cho cô Ba, chị của ông Năm Châu ở trại Phước Chung.
Năm 1962, đoàn hát Thanh Hương – Văn Chung được ông Bầu Hai Lợi mua lại, đổi bảng hiệu thành đoàn Thi ca vũ nhạc kịch Trâm Vàng.
Đến giữa năm 1963, cặp nghệ sĩ Thanh Hương và Hùng Minh tách ra, thành lập đoàn hát Thanh Hương – Hùng Minh, quy tụ nhiều soạn giả hữu danh, nhiều diễn viên tên tuổi nên đoàn hát Thanh Hương – Hùng Minh thu hút được đông đảo khán giả trong 10 năm liên tục.
Ngày 18 tháng 4 năm 1974, nữ nghệ sĩ Thanh Hương qua đời vì một cơn sinh khó và được an táng tại Nghĩa trang chùa Nghệ Sĩ, hưởng dương 38 tuổi.
Con gái chung của Văn Chung và Thanh Hương được nữ nghệ sĩ tiền phong Kim Chưởng trực tiếp truyền nghề hát và đặt nghệ danh mới là Hương Chung Thủy. Hương là tên mẹ, Chung là tên Cha và Thủy là tên khai sinh của cô. Hương Chung Thủy là đào hát trên các sân khấu miền Hậu Giang và Sài Gòn.

## Tân cổ, vọng cổ
- Cô bán đèn hoa giấy (Sáng tác: Quy Sắc)
- Đâu lời đoan thệ (cùng Văn Chung)
- Đợi chờ (Tác giả: Viễn Châu)
- Sư nữ Diệu Quang
- Tâm sự Bàng Phi
- Hai sắc hoa Tigôn (Tân nhạc: Hà Phương; Cổ nhạc: Viễn Châu)
- Khăn em màu lá mạ (Soạn giả: Lê Văn Đương)
- Không bao giờ quên anh (Tân nhạc: Hoàng Trang; Cổ nhạc: Viễn Châu)